# Петровка (Веселиновский район)
Петровка (укр. Петрівка) — село в Веселиновском районе Николаевской области Украины.
Основано в 1900 году. Население по переписи 2001 года составляло 118 человек. Почтовый индекс — 57024. Телефонный код — 5163. Занимает площадь 0,296 км².

## Местный совет
57024, Николаевская обл., Веселиновский р-н, с. Лубянка